# Еліас Хакоме
Еліас Хакоме Герреро (ісп. Elías Jácome Guerrero, нар. 2 листопада 1945 — пом. 26 липня 1999) — еквадорський футбольний арбітр. Він є першим арбітром своєї країни на чемпіонатах світу, відсудивши матч групи E на ЧС-1990 Іспанія — Південна Корея (3:1). Помер 1999 року від серцевої недостатності.

## Кар'єра
Він працював на таких великих змаганнях:
- Кубок Америки 1983 (1 матч)
- Кубок Америки 1987 (2 гри)
- Кубок Америки 1989 (2 гри)
- Чемпіонат націй КОНКАКАФ 1989 (1 матч)
- Молодіжний чемпіонат світу 1989 (1 матч)
- Чемпіонат світу 1990 (1 матч)